# PKP-Baureihe Tw53
Die schmalspurigen Dampflokomotiven der Baureihe Tw53 der polnischen Staatsbahn PKP waren als Güterzuglokomotiven auf der Górnośląskie Koleje Wąskotorowe (Oberschlesische Schmalspurbahn) eingesetzt. Es wurden zehn Exemplare für diese Bahn und weitere zehn Exemplare für die Werksbahnen der angrenzenden Industriebetriebe gebaut.
Die Lokomotiven waren auf den Górnośląskie Koleje Wąskotorowe mit einer Spurweite von 785 mm und den angrenzenden Betrieben im Einsatz. Von ihnen waren vier Lokomotiven die letzten Dampflokomotiven der Gesellschaft. Diese vier Lokomotiven sind alle erhalten. Weitere zwei Lokomotiven, die in den angrenzenden Betrieben eingesetzt waren, sind ebenfalls als Denkmal an verschiedenen Standorten vorhanden. Zwei Lokomotiven wurden mit Schlepptender ausgestattet und als Pw 53-1380 bzw. Pw 53-002 bezeichnet. Eine Lokomotive wurde auf Meterspur umgebaut.

## Geschichte
Die Lokomotiven sind als Weiterentwicklung der PKP-Baureihe Tw47 von Fablok in Chrzanów entstanden.
Sie haben die Baureihenbezeichnung Tw53 (nach dem ersten Baujahr) erhalten, die Ordnungsnummern sind nicht bekannt. Es sind lediglich die Daten der letzten bei den Górnośląskie Koleje Wąskotorowe eingesetzten Lokomotiven Tw53-2561, Tw53-2565, Tw53-2566 und Tw53-2570 erhalten. Dazu sind noch die Nummern der ebenfalls erhaltenen Tw53-2564 von der Górnośląskie Koleje Wąskotorowe und Tw53-13956 aus dem Industrielokomotivenbestand bekannt.
Diese Lokomotiven hatten das gleiche Leistungsprogramm wie die Tw47 und unterschieden sich von dieser Reihe lediglich durch die Schweißkonstruktion und einen vergrößerten Kohlenkasten. Sie waren die letzten neu gebauten Dampflokomotiven der Górnośląskie Koleje Wąskotorowe und wurden erst durch die Zuweisung von FAUR L45H des rumänischen Fahrzeug- und Maschinenherstellers FAUR, Bukarest abgelöst.

### Tw53-2561
Die Lokomotive wurde 1954 mit der Fabriknummer 3990 gebaut und war bis 1988 bei der Górnośląskie Koleje Wąskotorowe eingesetzt. Danach kam sie als Heizlokomotive zum Bahnhof Bytom Karb Wąskotorowy. Im Jahr 2001 wurde sie dem Museum für Fahrzeuge und Bahntechnik in Chabówka übergeben.

### Tw53-2564
Die Lokomotive entstand 1953 mit der Fabriknummer 2646 und fuhr bis 1971 bei der Górnośląskie Koleje Wąskotorowe. Ab 1971 wurde sie im Ausbesserungswerk Nowy Sącz auf die Spurweite von 750 mm umgebaut und mit einem Schlepptender versehen. Wasserkästen und der hintere Kohlenkasten wurden entfernt und das Führerhaus umgebaut. Sie erhielt danach die neue Bezeichnung Pw53-1980 und wurde auf verschiedenen Strecken mit Spurweite 750 mm eingesetzt. Durch diesen Umbau wurde das Reibungsgewicht negativ beeinflusst. Bereits 1977 kam es zu der Ausmusterung. 1978 wurde sie dem Eisenbahnmuseum Warschau übergeben und kam 1984 in das Schmalspurmuseum in Sochaczew.

### Tw53-2565
Die Lokomotive wurde 1953 mit der Fabriknummer 2648 gebaut. Sie fuhr bis 1987 bei der Górnośląskie Koleje Wąskotorowe und wurde im selben Jahr ausgemustert. Nach ihrer Ausmusterung kam auch diese Lokomotive in das Schmalspurmuseum Sochaczew.

### Tw53-2566
Die Lokomotive wurde 1953 mit der Fabriknummer 2647 gebaut. Sie fuhr von 1955 bis 1987 bei der Górnośląskie Koleje Wąskotorowe. Nach ihrer Ausmusterung wurde sie bis 1991 als Heizlokomotive im Bahnhof Bytom Karb Wąskotorowy verwendet, danach bis 2005 in Racibórz. Die Lok gehörte von 2009 bis 2020 dem Schmalspurmuseum in Rudy, seit 2020 steht sie im Bahnhof Bytom Karb Wąskotorowy.

### Tw53-2570
1953 wurde diese Lokomotive mit der Fabriknummer 2652 gefertigt. Sie fuhr bis 1985 bei der Górnośląskie Koleje Wąskotorowe. Nach ihrer Ausmusterung wurde sie als Denkmal auf dem Bahnhofsvorplatz in Racibórz aufgestellt.

### Tw53-13956
Die Lokomotive ist 1954 mit der Fabriknummer 3996 produziert worden und war bis 1993 auf der Werkbahn der Huta Kościuszko in Chorzów eingesetzt. Sie wurde danach dem Kohlebergbaumuseum in Zabrze übergeben. Nach 1997 wurde die Lokomotive mit einem Schlepptender einer Px48 versehen und als Pw53-002 bezeichnet.

## Konstruktion
Die Lokomotiven entsprachen der Baureihe Tw47 und unterschieden sich von dieser im Wesentlichen durch die Schweißkonstruktion. Die dadurch erfolgte Verringerung der Eigenmasse konnte für eine Vergrößerung des Kohlenkastens genutzt werden. Die dritte Achse war die Treibachse und besaß keinen Spurkranz. Die zweite Achse besaß ein Seitenspiel von ±15 mm und die vierte ±26 mm. Das ermöglichte den Lokomotiven, einen Kurvenradius von 38 m sicher zu durchfahren.
Sie besaßen einen Kessel mit 24 Heiz- und 65 Rauchrohren sowie einen Überhitzer Bauart Schmidt. Die Feuerbüchse war aus Stahl. Gespeist wurde der Kessel von Saug- und Druckinjektoren Bauart Friedmann. Die Lokomotive besaß einen Dampfsammelkasten Bauart Ferrum und Sicherheitsventile Bauart Pop. Die Kesselaufbauten waren ein Dampf- sowie ein Sanddom, von dem die zweite Achse von vorn und die vierte von hinten gesandet werden konnte, und eine Dampfglocke. Diese Dampfglocke wurde später entfernt. Die Lokomotiven waren mit einer Dampfbremse sowie einer Wurfhebelbremse ausgerüstet. Ursprünglich bestand die Beleuchtung aus einer Petroleumbeleuchtung, später wurde eine elektrische Beleuchtung mit Turbogenerator hinzugefügt.